# Tapinocyba suganamii
Tapinocyba suganamii är en spindelart som beskrevs av Saito och Ono 200. Tapinocyba suganamii ingår i släktet Tapinocyba och familjen täckvävarspindlar. Inga underarter finns listade i Catalogue of Life.